# Siloam, Georgia
Siloam es un pueblo ubicado en el condado de Greene en el estado estadounidense de Georgia. En el censo de 2000, su población era de 331.

## Demografía
En el 2000 la renta per cápita promedia del hogar era de $23,125, y el ingreso promedio para una familia era de $24,792. El ingreso per cápita para la localidad era de $14,469. Los hombres tenían un ingreso per cápita de $21,250 contra $19,821 para las mujeres.

## Geografía
Siloam se encuentra ubicado en las coordenadas 33°32′8″N 83°4′50″O / 33.53556, -83.08056 (33.535691, -83.080443).
Según la Oficina del Censo, la localidad tiene un área total de 3,2 km² (1,2 mi²), de la cual 3,2 km² (1,2 mi²) es tierra y 0 km² (0 mi²) (0.00%) es agua.